# Бембель, Андрей Онуфриевич
Андре́й Ону́фриевич Бе́мбель (17 [30] октября 1905 год, Велиж, Витебская губерния — 13 октября 1986 года) — белорусский советский скульптор, народный художник Белорусской ССР (1955). Участник Великой Отечественной войны. Считается одним из создателей визуального канона социалистического реализма.

## Биография
Андрей Бембель родился 17 (30) октября 1905 года в городе Велиж Витебской губернии, где получил начальное образование в мужской гимназии.
С 1924 по 1927 год учился в Витебском художественном техникуме у Керзина М. А., затем в 1931 году окончил Ленинградскую Академию художеств. Там же познакомился со своей будущей женой, Ольгой Анатольевной Бембель-Дедок, чьи «Воспоминания» охватывают годы совместной жизни, учебу в Академии, переезд в Минск, дружбу с деятелями белорусского советского искусства. В 1939 году у Андрея Бембеля родился сын, Олег Бембель. С 1947 года на преподавательской работе, один из организаторов и первых преподавателей Минского художественного училища. С 1953 — в Белорусском театрально-художественном институте, профессор (1966).
Председатель Союза художников БССР (1950—1954, 1982—1986 гг.).

Могила Бембеля на Восточном кладбище Минска.

Умер 13 октября 1986 года. Похоронен на Восточном кладбище в Минске. 

## Творчество
С 1927 года принимал участие в художественных выставках. Работал в области станковой и монументальной скульптуры. Первые монументальные работы — рельефы для Дома правительства в Минске (1932—1934) и Дома офицеров в Минске (1932—1936).
Во время Великой Отечественной войны создал портрет Героя Советского Союза Н. Ф. Гастелло. 
В послевоенный период среди работ — горельеф «9 мая 1945» для Монумента Победы на площади Победы в Минске (1954), Принимал участие в создании Кургана Славы (1969). 

Один из авторов «мемориального комплекса Брестская крепость—герой» в Бресте (совместно с А. П. Кибальниковым, В. А. Королём).
Автор памятника Дмитрию Менделееву перед зданием химического факультета Московского университета.

## Награды и звания
- Орден Ленина (29 октября 1975)
- Орден Октябрьской Революции
- Орден Отечественной войны II степени
- Два ордена Трудового Красного Знамени (1944 и 1955)
- Орден «Знак Почёта» (1948)
- Медаль «За оборону Москвы»
- Народный художник Белорусской ССР (1955)
- Заслуженный деятель искусств Белорусской ССР (1939)

## Память

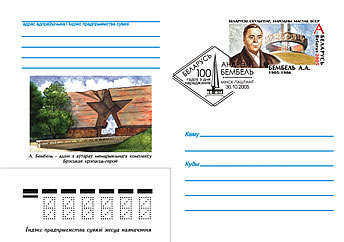
Марка Беларуси. 2005. Белорусский скульптор, Народный художник БССР. Бембель А. О. 1905—1986 — на бел. языке, портрет, Курган Славы

- В 2005 году Министерство связи и информатизации Республики Беларусь ввело в почтовое обращение художественный конверт с оригинальной маркой «100 лет со дня рождения А. О. Бембеля».

## Галерея

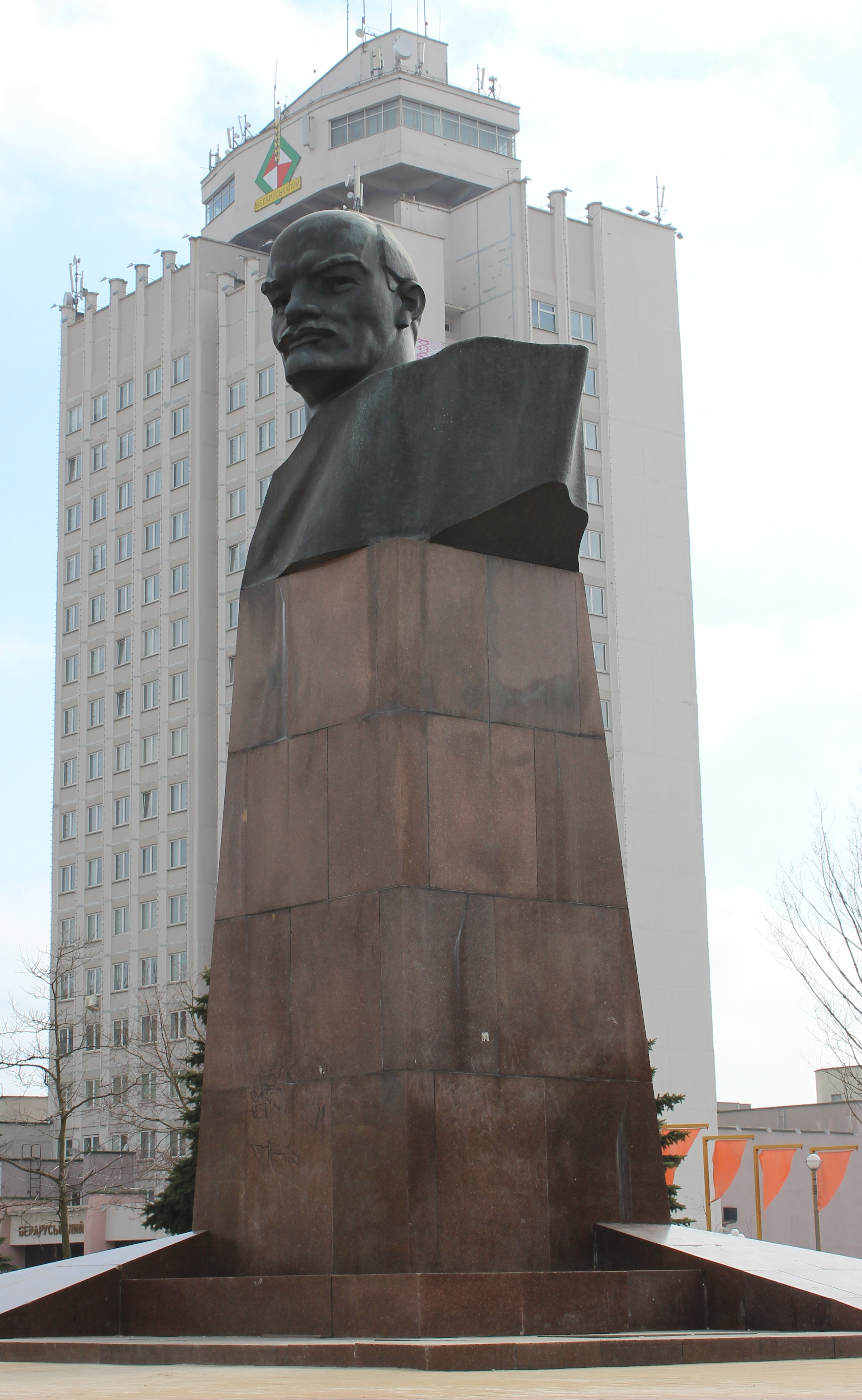
Памятник В. И. Ленину в городе Солигорске работы Андрея Бембеля.